# Renato Raffaele Martino
Renato Raffaele Martino (Salerno, 23 de novembro de 1932 – Roma, 28 de outubro de 2024) foi um cardeal italiano, presidente emérito do Pontifício Conselho Justiça e Paz.

## Vida inicial
Estudou na Pontifícia Universidade Gregoriana de Roma (filosofia e teologia), na Pontifícia Universidade Lateranense (direito civil e canônico), no Pontifício Instituto da Universidade Lateranense de Roma, onde obteve o doutorado em direito canônico, no Atelier da Sagrada Rota Romana (pós-graduação) e na Pontifícia Academia Eclesiástica (diplomacia). Além do italiano nativo, ele fala inglês, francês, espanhol e português.

## Presbiterato
Foi ordenado sacerdote em 27 de junho de 1957, por Dom Demetrio Moscato, arcebispo de Salerno. Ingressou no serviço diplomático da Santa Sé em 1 de julho de 1962. Foi agregado na nunciatura apostólica na Nicarágua. Nomeado Camareiro Privado Supernumerário, título que logo mudou para Capelão de Sua Santidade, em 8 de julho de 1963. Foi em seguida nomeado secretário na nunciatura apostólica nas Filipinas e, posteriormente, secretário e depois auditor na nunciatura apostólica no Líbano.
Na Secretaria de Estado do Vaticano desempenhou como auditor de nunciatura, segunda classe, entre 1970 e 1975. A partir desse de 1975 até 1980, foi conselheiro na nunciatura apostólica no Brasil.

## Episcopado

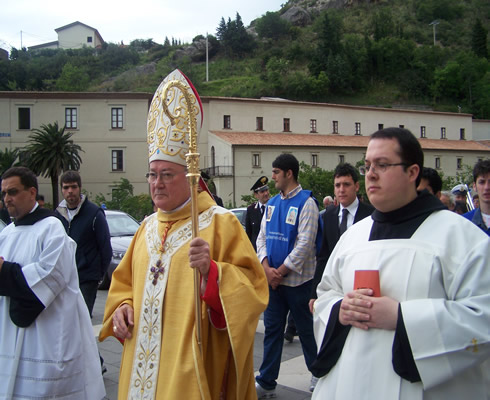
Card. Martino

Foi nomeado pró-núncio apostólico na Tailândia e delegado apostólico em Laos em 14 de setembro de 1980, sendo consagrado como arcebispo-titular de Segermes em 14 de dezembro, na Basílica dos Santos Doze Apóstolos em Roma, por Agostino Casaroli, Cardeal Secretário de Estado, coadjuvado por Duraisamy Simon Lourdusamy, secretário da Congregação para a Evangelização dos Povos, e por Gaetano Pollio, arcebispo de Salerno e bispo de Campagna. Em 1981, com o estabelecimento da nunciatura apostólica de Singapura, tornou-se pró-núncio apostólico ali e, em 1983, com a criação da delegacia apostólica da Malásia e Brunei, foi nomeado para ser seu delegado. Em 1986, recebeu o encargo de Observador Permanente da Santa Sé na Organização das Nações Unidas em Nova Iorque.
Retornando da ONU, foi nomeado pelo Papa João Paulo II como presidente do Pontifício Conselho Justiça e Paz, a 1 de outubro de 2002.

## Cardinalato
Em 21 de setembro de 2003, foi anunciada a sua criação como cardeal pelo Papa João Paulo II, no Consistório de 21 de outubro, em que recebeu o barrete vermelho e o título de cardeal-diácono de São Francisco de Paula no Monti.
No dia 11 de março de 2006, o Papa Bento XVI, o nomeou também presidente do Pontifício Conselho para a Pastoral dos Migrantes e Itinerantes, cargo que exerceu até 28 de fevereiro de 2009.
No dia 24 de outubro de 2009, o Papa Bento XVI aceitou seu pedido de renúncia por limite de idade da presidência do Pontifício Conselho Justiça e Paz.
Em julho de 2010, Martino assumiu o cargo de presidente honorário do Instituto Dignitatis Humanae, uma organização sediada em Roma, criada para promover a dignidade humana "com base no reconhecimento de que o homem é feito à imagem e semelhança de Deus". Ele renunciou em 2019. Em 8 de outubro de 2011, foi nomeado enviado papal especial para a celebração do centenário da catedral de Yangon, Birmânia, agendada para 8 de dezembro de 2011. Martino se encontrou com a ganhadora do Prêmio Nobel da Paz, Aung San Suu Kyi, uma budista, antes da missa.
Cardeal Martino foi nomeado pelo Príncipe Carlos, Duque de Castro, como Grão-Prior da Sagrada Ordem Militar Constantiniana de São Jorge em 29 de junho de 2010; ele já era cavaleiro da Ordem desde 1996. Permaneceu no cargo até maio de 2023.
Ele não optou pela ordem dos cardeais-padres no consistório de 12 de junho de 2014 e, assim, foi confirmado pelo Papa Francisco como cardeal protodiácono do Colégio dos Cardeais.

## Declarações e polêmicas
Em junho de 1994, Martino exigiu na ONU que fosse criado um “porto seguro” para os refugiados tutsis na Ruanda, a fim de salvar mais de 30.000 vidas em Kabgayi.
Em novembro de 2003, defendeu a utilização de organismos geneticamente modificados (OGM) para aliviar a fome no mundo, numa conferência que organizou para considerar a moralidade dos OGM, o que incomodou os críticos preocupados com os riscos que representam para o ambiente e para a saúde.
No mês seguinte, reagindo ao tratamento dado pelos EUA a Saddam Hussein, incluindo a divulgação de um vídeo mostrando seus dentes sendo inspecionados "como uma vaca", ele disse: "Senti pena de ver esse homem destruído. Ao vê-lo assim, um homem em sua tragédia, apesar de toda a pesada culpa que carrega, tive um sentimento de compaixão por ele." Após Hussein ter sido condenado à morte, Martino disse que "... punir um crime com outro crime - que é o que matar por vingança é - significaria que ainda estamos no ponto de exigir olho por olho, dente por dente..." Ele implorou por clemência para Hussein e pediu uma conferência de paz para resolver todos os principais conflitos no Oriente Médio e reiterou sua posição de que a invasão do Iraque pela coalizão liderada pelos EUA foi errada.
Em novembro de 2007, criticou o darwinismo em uma entrevista, definindo-o, entre outras coisas, como “filho do marxismo".
Em novembro de 2006, Martino chamou os planos do governo George W. Bush de construir mais 1.120 quilômetros de cercas ao longo da fronteira entre os Estados Unidos e o México de "um programa desumano". Ele também disse que os muçulmanos na Europa deveriam respeitar as leis locais que restringem o uso de certos tipos de véus. Ele disse: "Parece-me elementar e é bastante justo que as autoridades o exijam." Ele disse que eles "devem respeitar as tradições, os símbolos, a cultura e a religião dos países para onde se mudam".
Em 14 de junho de 2007, Martino instou os católicos a reterem as doações à Amnistia Internacional, depois de a organização ter decidido defender o apoio ao acesso ao aborto nos casos em que a gravidez ameaçasse a vida da mulher, fosse resultado de violação ou incesto.
Falando sobre o conflito Israel-Gaza de 2008-2009, o Cardeal Martino disse que "as populações indefesas são sempre as que pagam. Vejam as condições em Gaza: cada vez mais, assemelha-se a um grande campo de concentração." Ele apelou a conversações de paz: "Se não conseguem chegar a um acordo, então outra pessoa o deve fazer (por eles). O mundo não pode ficar sentado a assistir sem fazer nada. Nós, cristãos, não somos os únicos a chamar esta terra de 'santa', os judeus e os muçulmanos também o fazem. O fato de esta terra ser palco de derramamento de sangue parece uma grande tragédia." Quando o Ministério dos Negócios Estrangeiros israelita opôs-se à utilização da expressão campo de concentração, os responsáveis do Vaticano distanciaram-se das observações de Martino. Elaborando as suas observações, ele disse: "Digo que as condições em que as pessoas vivem lá devem ser analisadas: cercadas por um muro difícil de atravessar, em condições contrárias à dignidade humana. O que está a acontecer durante estes dias é horrível. Mas quando eu falar, que as pessoas levem em conta tudo o que eu digo." Ele disse que ambos os lados são "culpados" e que é "necessário separá-los, como dois irmãos em guerra" e fazê-los "sentar-se para negociar".

## Conclaves
- Conclave de 2005 - participou da eleição de Joseph Ratzinger como Papa Bento XVI.
- Conclave de 2013 - não participou da eleição de Jorge Mario Bergoglio como Papa Francisco, pois perdeu o direito ao voto em 23 de novembro de 2012. Apesar disso, foi um dos seis cardeais que fizeram o ato público de obediência em nome do Colégio dos Cardeais ao novo papa em sua posse papal.[26]

## Honras
- Grande Oficial da Ordem do Mérito da República Italiana, 2 de junho de 1993;[27]
- Cavaleiro da Grã-Cruz da Graça Eclesiástica, Sagrada Ordem Militar Constantiniana de São Jorge, 12 de fevereiro de 1996;[10]
- Bailiff Cavaleiro da Grã-Cruz da Justiça dos Cardeais, Sagrada Ordem Militar Constantiniana de São Jorge, 23 de abril de 2004;[10]
- Cavaleiro da Grã-Cruz da Ordem da Estrela da Romênia (Romênia), 2008;[28]
- Título honorário em Ciências das Relações Internacionais, Universidade de Salerno, 4 de abril de 2008;[29]
- Grão-Prior da Sagrada Ordem Militar Constantiniana de São Jorge, 29 de junho de 2010;[10]
- Cavaleiro da Real e Insígnia da Ordem de São Januário, Nápoles, 25 de junho de 2012;[30]
- Cavaleiro Comandante da Ordem de Granada - fita uniforme ordinária, Roma, 5 de novembro de 2015.[31]

## Morte
Renato Martino faleceu em Roma aos 28 de outubro de 2024, após enfrentar um longo período de enfermidade. O funeral foi celebrado em 30 de outubro pelo Cardeal Giovanni Battista Re, Decano do Colégio dos Cardeais, no Altar da Cátedra na Basílica de São Pedro; no final, o Papa Francisco presidiu o rito da ultima commendatio e da valedictio. No dia seguinte, uma segunda cerimônia fúnebre foi celebrada pelo Arcebispo Andrea Bellandi na Catedral de Salerno, no final da qual ele foi sepultado na cripta da catedral, ao lado do Arcebispo Gaetano Pollio e a uma curta distância do túmulo do apóstolo São Mateus.